# Stoudiosklooster

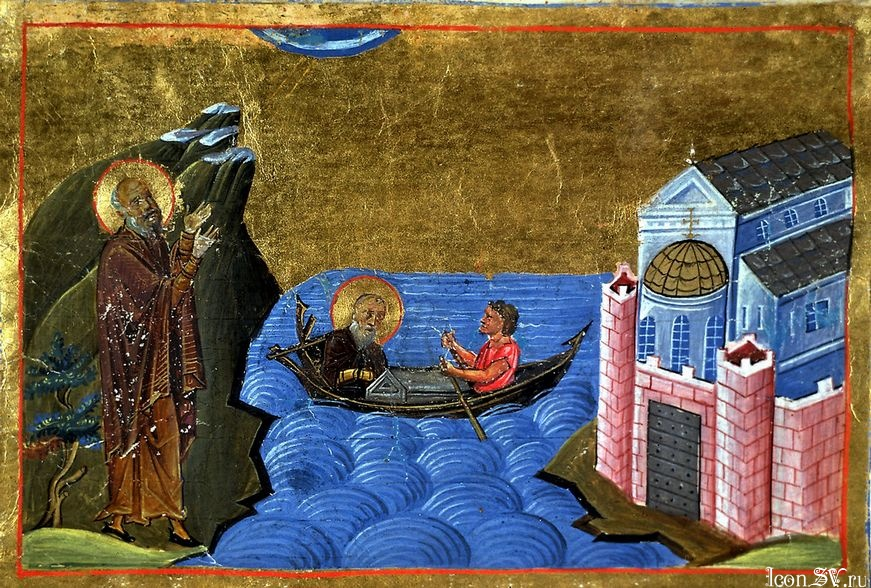
Byzantijnse miniatuur met het Stoudiosklooster en de Zee van Marmara.

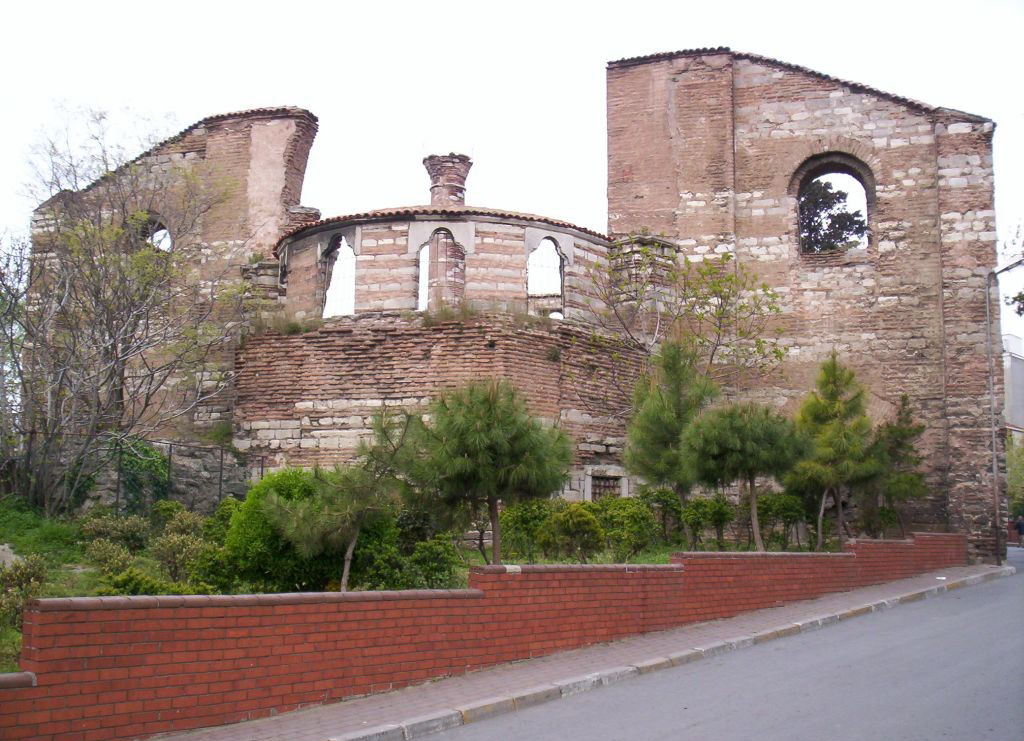
Exterieur van het klooster

Het Stoudiosklooster (Grieks: Μονή του Αγίου Ιωάννη Πρόδρομος του Στουδίου, Moni tou Hagios Ioannes Prodromos en tois Stoudiou) (ook wel gespeld als het Studiousklooster) is een klooster uit de 5e eeuw in Istanboel, Turkije. Het klooster is thans niet meer in gebruik als klooster en is te bezichtigen als ruïne.
De kloosterkerk werd in 462 door Theodoros van Stoudios gesticht en was een belangrijk geestelijk en intellectueel centrum tot de Val van Constantinopel in 1453. Kort na de stichting kwamen veel monniken uit het klooster van de Acoemeten.